# Powerman 5000
Powerman 5000 (také známý jako PM5K) je americká rocková skupina založená v roce 1991. Frontmanem skupiny je Spider One, mladší bratr kolegy metalového muzikanta Roba Zombieho. Největší úspěch zaznamenalo jejich druhé studiové album Tonight the Stars Revolt! z roku 1999, ze kterého vyšly tři singly: „When Worlds Collide“, „Nobody's Real“ a „Supernova Goes Pop“.
V roce 1995 vydali své debutové album The Blood Splat Rating System. Album mělo úspěch v Bostonu a vedlo ke smlouvě s vydavatelstvím DreamWorks Records, se kterým kapela později znovu vydala album se dvěma písněmi navíc pod názvem Mega!! Kung Fu Radio v roce 1997. Píseň Organizied vyšla v roce 1998 jako singl.
Její styl je obecně popisován jako industriální metal, nu metal a punk rock. Jejich tvorba se vyznačuje směsicí sci-fi témat a energických vystoupení.

## Diskografie

#### Studiová alba
- The Blood-Splat Rating System (1995)
- Mega! Kung Fu Radio (1997)

- Tonight the Stars Revolt! (1999)
- Anyone for Doomsday? (2001)
- Transform (2003)
- Destroy What You Enjoy (2006)
- Somewhere on the Other Side of Nowhere (2009)
- Copies, Clones & Replicants (2011)
- Builders of the Future (2014)
- New Wave (2017)
- The Noble Rot (2020)
- Abandon Ship (2024)

#### Kompilační alba
- The Good, the Bad and the Ugly, Vol. 1: Rare & Previously Unreleased '91–'96 (2004)

#### EP Alba
- A Private Little War (1993)
- True Force (1994)
- The Korea EP (2005)

## Současní členové
- Spider One (Michael Cummings) - zpěv (1991-současnost)
- DJ Rattan (Rattan Cayabyab) – bicí, perkuse (2013–současnost)
- Murv3 (Murv Douglas) - basová kytara (2015-současnost)
- Taylor Haycraft – kytara (2019–současnost)
- Dan Schiz - sólová kytara (2022-současnost)